# Three Little Birds
"Three Little Birds" is een nummer van de Jamaicaanse reggaegroep Bob Marley & The Wailers. Het is het negende nummer van het album Exodus uit 1977 en werd in 1980 als single uitgebracht. In het Verenigd Koninkrijk bereikte "Three Little Birds" de top 20. Het is een van Marleys populairste nummers en is opgenomen in het compilatiealbum Legend.
Het nummer is door meerdere artiesten gecoverd, waaronder de Britse jeugdzangeres Connie Talbot. Haar versie bereikte nummer één in de Billboard Hot 100 in 2008.

## Inspiratie
De oorsprong van de titel van "Three Little Birds" is betwist. Ze zijn deels geïnspireerd door vogels die naast Marleys huis kwamen zitten, waar Marley erg dol op was. Tony Gilbert, een goede vriend van Marley die aanwezig was bij het schrijven, zei: "Bob got inspired by a lot of things around him, he observed life. I remember the three little birds. They were pretty birds, canaries, who would come by the windowsill at Hope Road." (Bob werd geïnspireerd door veel dingen om hem heen, hij observeerde het leven. Ik herinner me de drie kleine vogels. Het waren mooie vogels, kanaries, die op de vensterbank kwamen zitten bij Hope Road.)
De drie zangeressen van de I Threes, die shows deden met Marley, beweren echter dat de titel aan hen refereert. I Threes-lid Marcia Griffiths zei: "After the song was written, Bob would always refer to us as the Three Little Birds. After a show, there would be an encore, sometimes people even wanted us to go back onstage four times. Bob would still want to go back and he would say, 'What is my Three Little Birds saying?'" (Nadat het nummer was geschreven, noemde Bob ons altijd de Three Little Birds. Wanneer er een toegift was na de show wilden de mensen ons soms zelfs vier keer terug op het podium. Bob wilde dan nog steeds terug en zei, 'Wat zeggen mijn Three Little Birds?')

## NPO Radio 2 Top 2000
| Nummer met noteringen in de NPO Radio 2 Top 2000 | '11  | '12 | '13 | '14 | '15 | '16 | '17 | '18 | '19 | '20 | '21 | '22 | '23 | '24 |
| ------------------------------------------------ | ---- | --- | --- | --- | --- | --- | --- | --- | --- | --- | --- | --- | --- | --- |
| Three Little Birds                               | 1356 | 242 | 243 | 315 | 346 | 331 | 326 | 238 | 201 | 185 | 123 | 178 | 188 | 181 |

1. ↑  Een vetgedrukt getal geeft de hoogste notering aan.
2. ↑  2011 was het eerste jaar met een notering voor dit nummer.

Bob Marley · Junior Braithwaite · Beverley Kelso · Bunny Wailer · Peter Tosh · Cherry Smith · Constantine "Vision" Walker · Earl "Chinna" Smith · Aston Barrett · Joe Higgs · Earl Lindo · Carlton Barrett · Al Anderson · Alvin Patterson · Junior Marvin · Donald Kinsey · Tyrone Downie · I Threes (Rita Marley · Marcia Griffiths · Judy Mowatt)